# Callidiellum
Callidiellum es un género de escarabajos longicornios.

## Especies
- Callidiellum cupressi
- Callidiellum rufipennis
- Callidiellum villosulum
- Callidiellum virescens